# برنسس برنسبل
برنسس برنسبل (باليابانية: プリンセス プリンシパル) مسلسل أنمي تلفزيوني من إنتاج ستوديو 3Hz وستوديو آكتيس. السلسلة من إخراج ماساكي تاتشيبانا وتأليف إيتشيرو أوكوتشي وتصاميم أصلية للشخصيات من كوهاكو كوروبوشي ويوكي آكيا. عرض الأنمي صيف 2017..حصلت السلسلة على تكملة بشكل أفلام مكونة من ست أجزاء قادمة في 2019.

## القصة
القصة تتحدث عن خمس فتيات في القرن التاسع عشر في لندن وهي مدينة تتبع مملكة البيون مقسمة بجدار كبير بين الشرق والغرب، الفتيات الخمسة يعملن كجاسوسات تم تسجيلهن كطالبات في مدرسة مايفير الملكية العريقة، ويستخدمن قدراتهن في عالم تحت الأرض من نشاطات التمويه والتجسس والتسلل.

## الشخصيات
- آنجي (باليابانية: アンジェ)

مؤدي الصوت: آياكا إيمامورا.
- برنسس (باليابانية: プリンセス)

مؤدي الصوت: آكيرا سِكيني.
- دوروثي (باليابانية: ドロシー)

مؤدي الصوت: يو تايتشي
- باتريس (باليابانية: ベアトリス)

مؤدي الصوت: آكاري كاغِياما
- تشيسي (باليابانية: ちせ)

مؤدي الصوت: نوزومي فوروكي

## العاملون على الأنمي
- إخراج: ماساكي تاتشيبانا
- كتابة: إيتشيرو أوكوتشي
- المصمم الأصلي للشخصيات: كوهاكو كوروبوشي
- تصميم شخصيات الانمي: يوكي آكيا
- موسيقى: يوكي كاجيورا
- ستديو: 3 Hz

## روابط أضافية
- الموقع الرسمي
 (باليابانية)
- 19393 في شبكة أخبار الأنمي
- برنسس برنسبل على موقع IMDb (الإنجليزية)
- برنسس برنسبل على موقع ليتربوكسد (الإنجليزية)
- برنسس برنسبل على موقع كينوبويسك (الروسية)
- برنسس برنسبل على موقع قاعدة بيانات الفيلم (الإنجليزية)
- برنسس برنسبل على موقع ANN anime (الإنجليزية)